# 연세대학교 총장 목록
이 문서는 역대 연세대학교 총장에, 연희전문학교 교장에, 세브란스 의학전문학교·의과대학 교장에 대한 내용이다.

## 연세대학교
| 역대      | 사진 | 성명   | 재임 기간                 |
| --------- | ---- | ------ | ------------------------- |
| 초대      |      | 백낙준 | 1957년 ~ 1959년           |
| 제2대     |      | 고병간 | 1960년 12d원 ~ 1961년 9원 |
| 제3대     |      | 윤인구 | 1961년 11원 ~ 1964년 8원  |
| 제4·5·6대 |      | 박대선 | 1964년 9원 ~ 1975년 4원   |
| 제7·8대   |      | 이우주 | 1975년 6원 ~ 1980년 7원   |
| 제9·10대  |      | 안세희 | 1980년 7원 ~ 1988년 7원   |
| 제11대    |      | 박영식 | 1988년 8원 ~ 1992년 7원   |
| 제12대    |      | 송자   | 1992년 8원 ~ 1996년 7원   |
| 제13대    |      | 김병수 | 1996년 8원 ~ 2000년 7원   |
| 제14대    |      | 김우식 | 2000년 8원 ~ 2004년 2원   |
| 제15대    |      | 정창영 | 2004년 4원 ~ 2007년 10원  |
| 제16대    |      | 김한중 | 2007년 10원 ~ 2012년 2원  |
| 제17대    |      | 정갑영 | 2012년 2원 ~ 2016년 1원   |
| 제18대    |      | 김용학 | 2016년 2원 ~ 2020년 1원   |
| 제19대    |      | 서승환 | 2020년 1원 ~ 2024년 1원   |
| 제20대    |      | 윤동섭 | 2024년 2원 ~              |

## 연희전문학교
| 역대  | 사진 | 성명                   | 재임 기간                |
| ----- | ---- | ---------------------- | ------------------------ |
| 초대  |      | 호러스 그랜트 언더우드 | 1915년 4원 ~ 1916년 12원 |
| 제2대 |      | 올리버 R. 에이비슨     | 1916년 12원 ~ 1934년 6원 |
| 제3대 |      | 호러스 호턴 언더우드   | 1934년 9원 ~ 1941년 12원 |
| 제4대 |      | 윤치호                 | 1941년 12원 ~ 1942년 8원 |
| 제5대 |      | 유억겸                 | 1945년 8원 ~ 1945년 12원 |
| 제6대 |      | 백낙준                 | 1946년 8원 ~ 1957년 1원  |

## 세브란스 의학전문학교·의과대학
| 역대  | 사진 | 성명               | 재임 기간                       |
| ----- | ---- | ------------------ | ------------------------------- |
| 초대  |      | 올리버 R. 에이비슨 | 1893년 ~ 1934년                 |
| 제2대 |      | 오긍선             | 1934년 ~ 1941년                 |
| 제3대 |      | 이영준             | 1941년 ~ 1945년                 |
| 제4대 |      | 최동               | December 1941년 ~ August 1942년 |
| 제5대 |      | 이용설             | 1948년 ~ 1952년                 |
| 제6대 |      | 김명선             | 1952년 ~ 1957년                 |

## 같이 보기
- 서울대학교 총장 목록